# Mavrud

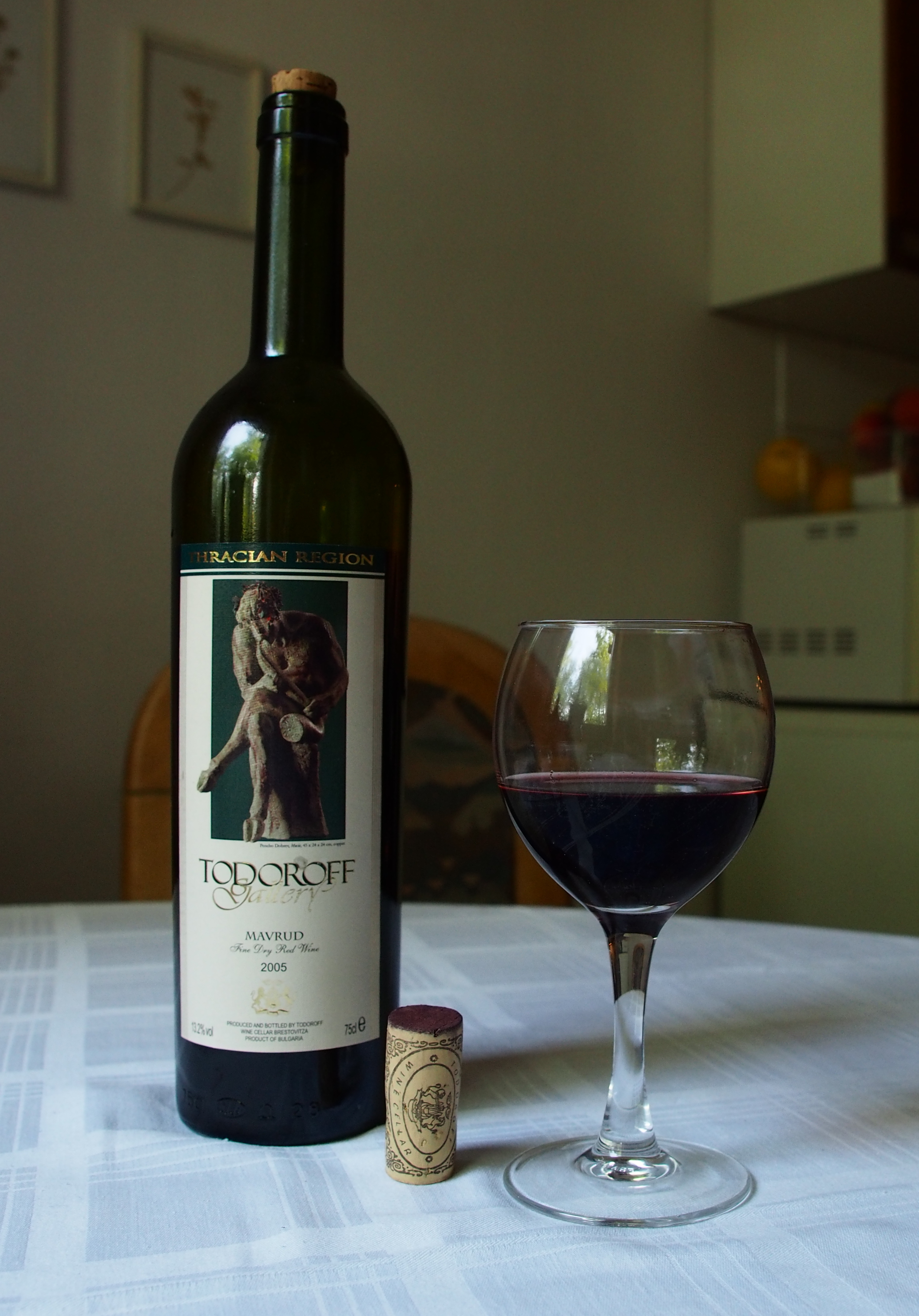
Torrt rött Mavrud från Brestovitza vineri, Plovdiv.

Khan Krum kuvar de vinälskande bysantinarna. Relief i trä i på en tunnelbanestation i Sofia.

Mavrud (bulgariska: мавруд, från grekiska, μαυρό (mavró), "svart") är en blå vindruva från Bulgarien. Sorten är relativt köldkänslig och mottaglig för vinbladmögel och vinmjöldagg. Den är motståndskraftig visavi gråröta. Avkastningen är relativt låg och den har lång utvecklingstid. Under den kommunistiska eran hade regimen inte tillgång till passande grundstammar och sorten är försvånansvärt lite spridd. Idag finns utmärkt rotmaterial. Bären har tjockt skal vilket kan ge smakrika viner. Mavrud är mycket livskraftig och lättodlad men det krävs druvklasgallring (grönskörd) för att kvaliteten skall bli bra. Vin från Mavrud passar bra för lagring både i ek och utan. Druvan har använts till både rött, rosa och vitt vin, till både söta och torra viner. Innan järnridåns fall gjordes mycket vitt mousserande på sorten. Man har också traditionellt soltorkat druvor innan vinifikation (passito) vilket är mest känt från det italienska vinet Amarone, men använt i många länder sedan länge. Mavrud odlas främst i områden kring Asenovgrad och Perushtitsa (Plovdiv). Sortens föräldrar är okända.
Namnet skall sorten ha fått, enligt legenden, från en ung man som besegrade ett monster som härjade i hans hemtrakt. Enligt historieskrivningen i Bulgarien så grundades staten av khan Krum (r.812-814), en helnykterist och hedning från Centralasien. Han anlände till Thrakien och förstörde alla vinplantor i sin vrede över fylleriet. Men när han hörde talas om ynglingen som besegrat monstret sökte han upp pojken och frågade hur kan kunde vara så modig. Då visade pojkens mor khanen en vinranka och berättade att pojken druckit vin från den innan han slog ihjäl monstret. Då beslutade khanen att den sorten skull få finnas kvar och få namn efter pojken. 
Legenden berättas i många olika varianter av alla som gillar vin i Bulgarien, men några bevis för att vingårdar förstördes på 800-talet, det finns inte. Berättelsen hänger troligen samman med att Mavrud är något av ett "nationalvin" i det första, och stolt kristna fornkyrkoslaviska landet Bulgarien. Rött vin symboliserar Kristus blod inom kristendomen.